# Șibolet
Cuvântul șibolet este folosit pentru un semn care distinge un grup de persoane de un altul. Uneori poate fi un singur cuvânt.
Cuvântul ebraic șiboléth înseamnă spic. Evreii din tribul lui Galaad, pentru a-i identifica pe cei din tribul lui Efraim (care nu erau deprinși să pronunțe sunetul ș), îi puneau să pronunțe șiboleth. Dacă pronunțau siboleth, îi recunoșteau ca dușmani și-i omorau (Biblia, Judecătorii 12,6).
La începutul invaziei ruse în Ucraina diversioniștii ruși erau identificați prin faptul că aceștia confundau cuvintele паляниця paleanîțea - (o) păine și полуниця polunîțea - căpșune.